# تونه الجبل
تونه الجبل (به عربی: تونة الجبل) یک روستا و محوطه باستانی در مصر است که در استان منیا واقع شده‌است.